# Molgula roulei
Molgula roulei är en sjöpungsart som beskrevs av Monniot 1970. Molgula roulei ingår i släktet Molgula och familjen kulsjöpungar. Inga underarter finns listade i Catalogue of Life.